# Phasmatocottus ctenopterygius
Phasmatocottus ctenopterygius és una espècie de peix pertanyent a la família dels còtids i l'única del gènere Phasmatocottus.

## Descripció
- Fa 3,8 cm de llargària màxima.[2][3]

## Hàbitat
És un peix marí, demersal i de clima temperat que viu fins als 480 m de fondària.

## Distribució geogràfica
Es troba al Pacífic nord-occidental: la badia de Sendai (el Japó).

## Observacions
És inofensiu per als humans.